# Megaselia nussbaumi
Megaselia nussbaumi är en tvåvingeart som beskrevs av Ronald Henry Lambert Disney 2004. Megaselia nussbaumi ingår i släktet Megaselia och familjen puckelflugor. Inga underarter finns listade i Catalogue of Life.